# Estação Dupleix
Dupleix é uma estação da linha 6 do Metrô de Paris, localizado no 15.º arrondissement de Paris.

## Localização
A estação está localizada acima do Boulevard de Grenelle entre a rue de Lourmel e a rue Dupleix.

## História

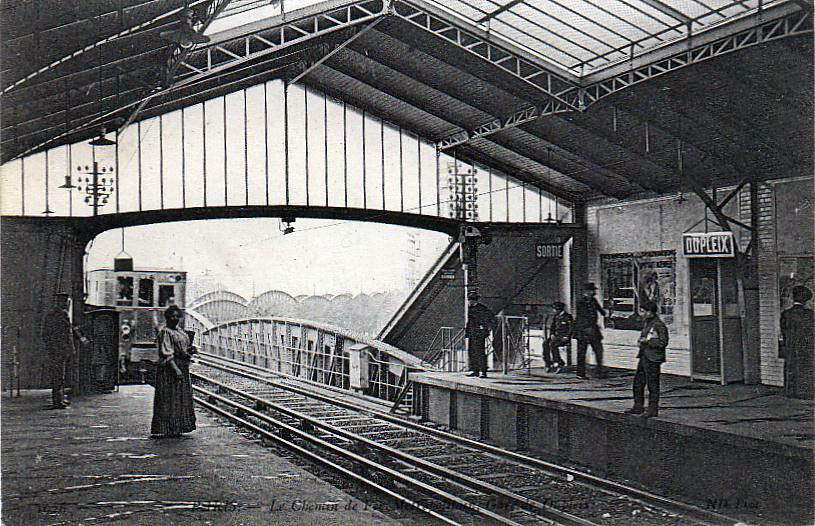
A estação, logo após a sua abertura em 1906

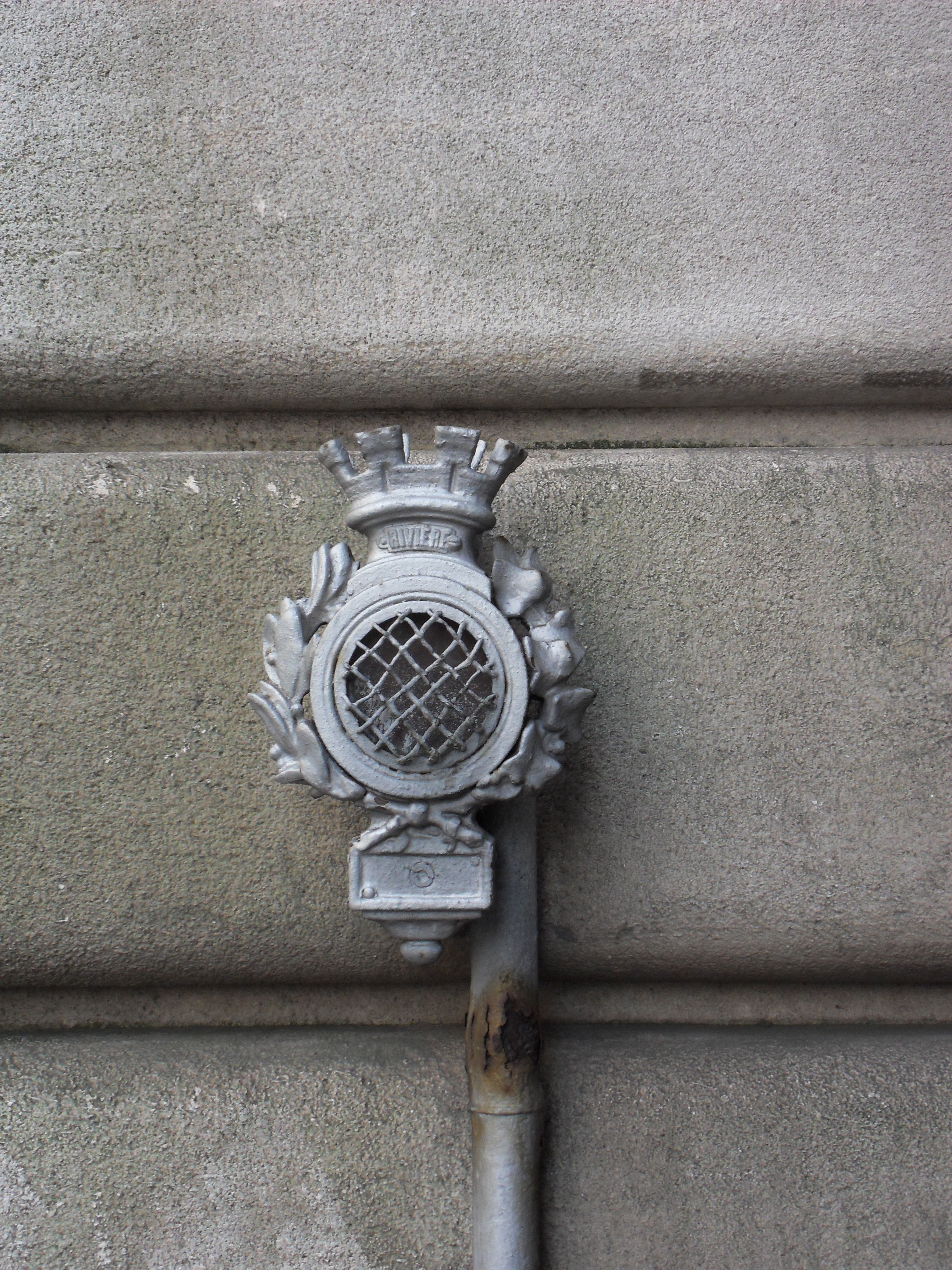
Esta intrigante objeto é um manômetro.

A estação foi inaugurada em 1906. Ela deriva seu nome da rue Dupleix, muito próxima, que faz homenagem a Joseph François Dupleix (Landrecies, 1697 - Paris, 1763), administrador e colonizador francês. Governador-geral da Companhia das Índias em 1742, ele desenvolveu a posição comercial da França e lutou contra a influência inglesa. Apesar do Tratado de Aquisgrão (1748), ele estabeleceu no sul do Decão um verdadeiro protetorado francês, que o Ingleses arruinaram. Em 1754, ele foi chamado de volta para a França. Ele tinha investido nas Índias toda a sua fortuna, a qual ele nunca foi reembolsado.
A localização da estação em pé diante do muro de Grenelle, onde muitos condenados a morte foram executados entre 1797 e 1815, entre os quais:
- em 31 de março de 1809, Armand de Chateaubriand, primo do escritor, realista;
- em 29 de outubro de 1812,[1] os generais conspiradores Claude-François de Malet, Victor Fanneau de La Horie e Maximin-Joseph Emmanuel Guidal;
- em 19 de agosto de 1815, o coronel Charles Angélique François Huchet de La Bédoyère.

Em 2012, 3 952 435 passageiros entraram nesta estação. Ela viu entrar 3 983 127 passageiros em 2013, o que a coloca na 123ª posição das estações de metrô por sua frequência.
Um estranho objeto colocado em um pilar há muito tem intrigado. É um manômetro público para a pesquisa de vazamentos na rede de abastecimento de água.

## Serviços aos Passageiros

### Intermodalidade
A estação é servida pela linha 42 da rede de ônibus RATP.

## Pontos turísticos
O Journal Officiel está situado no 26 da rue Desaix.